# Corona noruega
La corona (en noruego krone; en plural, kroner) es la unidad monetaria de Noruega. Se divide en 100 øre y su código ISO 4217 es NOK. Normalmente se abrevia como kr.

## Historia
La corona se introdujo por primera vez en 1875 para sustituir al speciedaler noruego con una tasa de cambio de 4 coronas por speciedaler. Al introducir la nueva moneda, Noruega se unió a la Unión Monetaria Escandinava, creada en 1873. Esta Unión duró hasta 1914; después de su disolución, Dinamarca, Noruega y Suecia decidieron mantener el nombre de la moneda de sus respectivos territorios.
Dentro de la Unión Monetaria, la corona se mantenía dentro de una base en oro de 2.480 NOK = 1 kilo de oro puro (1 NOK = 403,226 miligramos de oro). Esta base se restauró entre 1916 y 1920, y de nuevo en 1928, pero se suspendió permanentemente en 1931, cuando se estableció una tasa de cambio frente a la libra esterlina de 19,90 NOK por libra. En 1939, Noruega fijó la tasa de cambio de la corona al dólar en 4,40 NOK por dólar.
Durante la ocupación alemana en la II Guerra Mundial, la corona fijó su tasa de cambio al reichsmark en 1 NOK = 0,60 marcos, pero después se redujo a 0,57 marcos. Tras la guerra, se introdujo una nueva tasa de cambio de 20 NOK = 1 GBP (4,963 NOK = 1 USD). La fijación con la libra esterlina se mantuvo en 1949 cuando esta se devaluó frente al dólar, llegando a una tasa de cambio de 7,142 NOK por dólar. En diciembre de 1992, el Banco Central de Noruega abandonó la tasa de cambio fija en favor de una tasa de cambio fluctuante debido a las duras especulaciones contra la divisa noruega a principios de los años 1990, lo que le hizo perder al Banco Central más de 2 billones de coronas para defender la compra de coronas noruegas utilizando reservas de las divisas extranjeras en un corto período.

## Monedas
En 1875, se introdujeron las primeras monedas (algunas fechadas en 1874) en denominaciones de 10, 50 øre, 1, 10 y 20 coronas. Estas monedas también reflejaban la denominación de las monedas previas a la corona: 3, 15, 30 skilling, 2½ y 5 speciedaler. Entre 1875 y 1878, se introdujo la nueva moneda completamente en denominaciones de 1, 2, 5, 10, 25, 50 øre, 1, 2, 10 y 20 coronas. Las monedas de 1, 2 y 5 øre se acuñaron en bronce, las de 10, 25, 50 øre, 1 y 2 coronas en plata, y las de 10 y 20 coronas en oro.
Las últimas monedas de oro se acuñaron en 1910, y en 1920 el cuproníquel sustituyó la plata. Entre 1917 y 1921, el hierro sustituyó temporalmente al bronce. También en esta fecha se acuñaron las últimas monedas de 2 coronas. Durante la ocupación alemana se utilizó el zinc en vez del cuproníquel en las monedas de 10, 25 y 50 øre, y la producción de monedas de 1 corona se suspendió.
En 1963, se introdujeron monedas de 5 coronas, mientras que en 1972, la producción de monedas de 1 y 2 øre cesó. En 1973 el tamaño de las monedas de 5 øre se redujo, y en 1982 su producción terminó junto con las de 25 øre. En 1983 se introdujeron monedas de 10 coronas, y en 1992 se acuñaron las últimas monedas de 10 øre. Entre 1994 y 1998 se introdujo un nuevo cono monetario compuesto de monedas de 50 øre, 1, 5, 10 y 20 coronas.
El 1 de mayo de 2012, la moneda de 50 øre, se retiró de la circulación.
| Anverso | Reverso | Denominación | Metal            | Canto                | Diámetro (mm) | Peso (g) | Anverso                                             | Reverso                                                        |
| ------- | ------- | ------------ | ---------------- | -------------------- | ------------- | -------- | --------------------------------------------------- | -------------------------------------------------------------- |
|         |         | 1 Corona     | Cupro-Níquel     | Liso                 | 21,00         | 4,35     | Cruz con brazos coronados - NORGE                   | 1 KRONE - Ave estilizada posada en una rama - año de acuñación |
|         |         | 5 Coronas    | Cupro-Níquel     | Estriado             | 26,00         | 7,85     | Escudo personal del rey Harald V - KONGERIKET NOREG | 5 KRONER - Motivos florales - año de acuñación                 |
|         |         | 10 Coronas   | Bronce de Níquel | Estriado discontinuo | 24,00         | 6,80     | HARALD V - ALT FOR NORGE                            | 10 KR - Tejado de la iglesia de Stave                          |
|         |         | 20 Coronas   | Bronce de Níquel | Liso                 | 27,50         | 9,90     | HARALD V - ALT FOR NORGE                            | 20 KR - Drakkar                                                |

## Billetes
En 1877 el Banco de Noruega introdujo billetes de 5, 10, 50, 100, 500 y 1000 coronas. En 1917, se añadieron billetes de 1 y 2 coronas que se emtieron entre 1918 y 1922. Debido a la escasez de metales, los billetes de 1 y 2 coronas volvieron a imprimirse entre 1940 y 1950. En 1963, las monedas de 5 coronas sustituyeron a los billetes de la misma denominación, y lo mismo pasó con los de 10 coronas en 1984. En 1994 se añadieron las denominaciones de 200 coronas. El banco de Noruega ha anunciado su decisión de cambiar sus billetes por otros más nuevos.
| Imagen | Imagen | Denominación | Color predominante | Dimensiones | Anverso                                                                                    | Reverso                                                                         |
| ------ | ------ | ------------ | ------------------ | ----------- | ------------------------------------------------------------------------------------------ | ------------------------------------------------------------------------------- |
|        |        | 50 Coronas   | Verde              | 128 x 60 mm | 50 - FEMTI KRONER - Peter Christen Asbjørnsen - Bosque de coníferas - NORGES BANK          | 50 - FEMTI KRONER - Lago con nenúfares - NORGES BANK                            |
|        |        | 100 Coronas  | Rojo/Violeta       | 136 x 65 mm | 100 - HUNDRE KRONER - Kirsten Flagstad - Ópera Nacional de Noruega - NORGES BANK           | 100 - HUNDRE KRONER - Plano de la Ópera Nacional de Noruega - NORGES BANK       |
|        |        | 200 Coronas  | Azul               | 144 x 70 mm | 200 - TO HUNDRE KRONER - Kristian Birkeland - Osa Mayor - NORGES BANK                      | 200 - TO HUNDRE KRONER - Mapa de la región ártica - Aurora boreal - NORGES BANK |
|        |        | 500 Coronas  | Marrón             | 152 x 75 mm | 500 - FEM HUNDRE KRONER - Sigrid Undset - Tapiz de la región de Gudbrandsdal - NORGES BANK | 500 - FEM HUNDRE KRONER - Guirnalda sobre tapiz - NORGES BANK                   |
|        |        | 1000 Coronas | Violeta            | 160 x 80 mm | 1000 - TUSEN KRONER - Edvard Munch - NORGES BANK                                           | 1000 - TUSEN KRONER - Sol sobre paisaje noruego - NORGES BANK                   |

## Tasas de cambio
El valor de la corona noruega, comparado con el de otras monedas, varía considerablemente de un año por el otro, mayoritariamente a consecuencia de las fluctuaciones de los precios del petróleo y por la variación del tipo de interés. 